# Spadella birostrata
Spadella birostrata är en djurart som tillhör fylumet pilmaskar, och som beskrevs av Casanova 1987. Spadella birostrata ingår i släktet Spadella och familjen Spadellidae. Inga underarter finns listade i Catalogue of Life.